# GNOME Do
GNOME Do (conosciuto anche semplicemente come Do) è stato un popolare lanciatore libero di applicazioni per Linux realizzato da David Siegel.

## Caratteristiche
A differenza di altri lanciatori di applicazioni, non solo consente di effettuare una ricerca per applicazioni e file, ma permette anche di specificare le azioni da eseguire o applicare ai risultati di ricerca ottenuti, provvedendo istantaneamente, e memorizzando i risultati di ricerca in modo che si adattino a riflettere abitudini e preferenze dell'utente.
Anche se è ideato principalmente per il desktop GNOME, funziona anche in altri ambienti desktop, come ad esempio KDE, e anche macOS.
GNOME Do è ispirato a Quicksilver per macOS e a GNOME Launch Box.